# اچ‌ام‌اس اوک (۱۹۱۲)
اچ‌ام‌اس اوک (۱۹۱۲) (به انگلیسی: HMS Oak (1912)) یک کشتی بود که طول آن ۷۵ متر (۲۴۶ فوت) بود. این کشتی در سال ۱۹۱۲ ساخته شد.